# Camaleño
Camaleño – gmina w Hiszpanii, w prowincji Kantabria, w Kantabrii, o powierzchni 16,11 km². W 2011 roku gmina liczyła 1029 mieszkańców.